# Kościół św. Michała Archanioła w Krzyżowicach
Kościół św. Jana Chrzciciela – rzymskokatolicki kościół parafialny w Krzyżowicach w powiecie pszczyńskim.

## Historia
Opis pierwszego kościoła można znaleźć w zapiskach z 1628 roku, które mówią o tym, że kościół został zbudowany z drewna pod koniec XIII wieku. W okresie reformacji kościół i wioska były w rękach protestantów. Taki stan trwał około stu lat. Wojna trzydziestoletnia mocno naruszyła stan techniczny kościoła. Dopiero w niecałe dwadzieścia lat później, gdy w 1663 roku pojawił się nowy proboszcz, ks. Krystian Jurovius, kościół parafialny został odbudowany. Przy drewnianym kościele stanęła również skromna dzwonnica.
Współczesny murowany kościół jest fundacją księdza Ignacego Skrzyszowskiego. Kościół został zbudowany w latach 1793-1799, a poświęcony 20. października 1799 przez rybnickiego proboszcza, księdza dziekana Feliksa Reisnera. Staraniem ks. Stanisława Kosmola dwadzieścia pięć lat później do kościoła dobudowano wieżę i tym samym kościół uzyskał łączne wymiary: 29,66 m długości, 13 m szerokości, 16,66 m wysokości, z wieżą 50 m. W 1881 roku na wieżę wciągnięto nowe dzwony przetopione ze starych: Regina coeli (dawny z roku 1552), Ave Maria (dawny z roku 1562). Trzeci dzwon, św. Barbarę, zakupiono osobno.
Kościół wzniesiono w stylu późnobarokowym. We wnętrzu kościoła znajdują się m.in. dekoracje stiukowe na gurtach sklepienia i na ścianach. W prezbiterium na belce poprzecznej widniał zawieszony krzyż, a obok niego stały figury Matki Boskiej i św. Jana. W kościele była także kamienna chrzcielnica. Na ścianach widniały wizerunki świętych. W 1862 roku proboszcz Augustyn Rogier podjął się budowy zakrystii. W 1880 r. zbudowano ambonę. W 1884 roku ks. proboszcz Albin Żołądek ufundował do kościoła balaski i żelazne kraty do przedsionka. W osiem lat później czeski malarz Jan Bocheczek namalował obraz Św. Michała Archanioła. W tym samym roku zbudowano dwa boczne ołtarze: Matki Boskiej i św. Jana Nepomucena. Obraz "Matki Boskiej Krzyżowickiej", trzymającej na lewej ręce Dzieciątko Jezus, a w prawej gruszkę, pochodzi z początku XVI w., jego autor jest nieznany. Figura św. Jana Nepomucena, drewniana, polichromowana, stanowi przykład barokowej rzeźby ludowej z przełomu XVIII i XIX w.
W okresie, gdy proboszczem był ks. Konstanty Kubitza (1907-1938), rozpoczęto remont generalny kościoła, jednakże śmierć proboszcza i działania wojenne uniemożliwiły kontynuację prac remontowych. W czasie II wojny światowej wojska niemieckie podminowały kościół, ale dzięki interwencji ks. Ludwika Grimana nie doszło do detonacji. Po wojnie kontynuowano dalsze prace remontowe rozpoczęte już wcześniej przez księdza Kubicę.
W jubileusz 150-lecia parafii zamontowano w głównym ołtarzu pancerne tabernakulum; w 1951 roku w parafii pojawiły się figury świętych: Barbary, Izydora i Anny, które były fundacją parafian (w tym też roku dokonano naprawy organów); 14 kwietnia 1958 roku proboszcz ufundował nowe witraże w prezbiterium zaprojektowane przez prof. Adama Bunscha z Krakowa. Przedstawiają one Archaniołów Rafała i Gabriela.